# Teddy Goitom
Teddy Goitom, född 4 januari 1973, är en svensk-eritreansk filmskapare och producent, verksam sedan slutet av 1990-talet. Han initierade dokumentärserien *Stocktown* och är medgrundare till multimedieplattformen *Afripedia*. Han har arbetat inom filmproduktion och konstinstallationer och varit verksam inom digital konst, AI-baserade verk och offentliga presentationer.

## Biografi
Teddy (Tedros) Goitom växte upp i Stockholm och började sin karriär i slutet av 1990-talet med att dokumentera global streetkultur, vilket ledde till skapandet av *Stocktown*.
Tillsammans med Senay Berhe och Benjamin Taft har han utvecklat *Afripedia*, en dokumentär serie och visuell databas som lyfter fram kreativa röster från Afrika och diasporan. Serien har fått uppmärksamhet i internationella medier som Blavity och visad vid filmfestivaler som Rio’s Black Film Festival (Encontro de Cinema Negro).
Goitom har även medverkat som en av regissörerna för *Afripedia* vid African Film Festival New York.

## Filmografi
- Stocktown: A Global Underground Journey – dokumentärserie, grundare och producent (1998–)
- Afripedia – dokumentärserie om unga afrikanska kreatörer (medgrundare och regissör)